# Park Jurajski (powieść)
Park Jurajski (tyt. oryg. Jurassic Park) – opublikowana w 1990 r. powieść science fiction amerykańskiego pisarza Michaela Crichtona. Książka wykorzystuje matematyczną koncepcję teorii chaosu i jej filozoficzne implikacje, by wyjaśnić przyczyny upadku parku rozrywki prezentującego niektóre genetycznie odtworzone gatunki dinozaurów. W roku 1993 Park Jurajski został zaadaptowany przez Stevena Spielberga na film, który jednak był pełen odstępstw od książki.
Powieść w 1995 doczekała się kontynuacji pt. Zaginiony świat, w oparciu o którą dwa lata później Spielberg nakręcił kolejny film (Zaginiony świat: Jurassic Park).

## Fabuła powieści
Powieść poprzedzona jest wstępem, napisanym w formie krótkiego raportu z wydarzeń, które miały mieć miejsce w sierpniu 1989 r. w kompleksie badawczym należącym do koncernu InGen Technologies. Taki sposób prezentacji fikcji jako faktów, Crichton wykorzystał również w innych swoich książkach (m.in. Zjadacze umarłych, Andromeda znaczy śmierć czy  Wschodzące słońce).
Właściwe opowiadanie rozpoczyna się od przedstawienia serii incydentów, w których dziwne stworzenia atakowały ludzi na terytorium Kostaryki i fikcyjnej wyspie Isla Nublar. Akcja przenosi się następnie do obozowiska paleontologicznego, gdzie ekscentryczny miliarder John Hammond (założyciel i dyrektor generalny InGen) zaprasza dwójkę naukowców, paleontologa Alana Granta i panią paleobotanik Ellie Sattler na dwudniową wycieczkę po parku rozrywki powstałym z jego inicjatywy na oddalonej o 120 mil morskich od wybrzeży Kostaryki wyspie.
Niepokojące wydarzenia związane z kompleksem sprawiają, że główni inwestorzy Parku Jurajskiego naciskają na Hammonda, aby ten zaprezentował stopień zaawansowania projektu. Wobec tego miliarder postanawia zorganizować pokazową podróż po parku, w której w roli doradców wziąć mają udział m.in. Ellie Sattler oraz dr Grant. Początkowo zafascynowani przedsięwzięciem, stają w obliczu pesymistycznie nastawionych do pomysłu, reprezentującego inwestorów prawnika Donalda Gennaro oraz znanego matematyka, wyznawcę teorii chaosu Iana Malcolma. Malcolm, choć wcześniej był jednym z konsultantów budowy parku, wyraźnie przepowiada jego upadek, uważa go bowiem za zbytnie uproszczenie skomplikowanego ekosystemu, w jakim żyły zwierzęta.

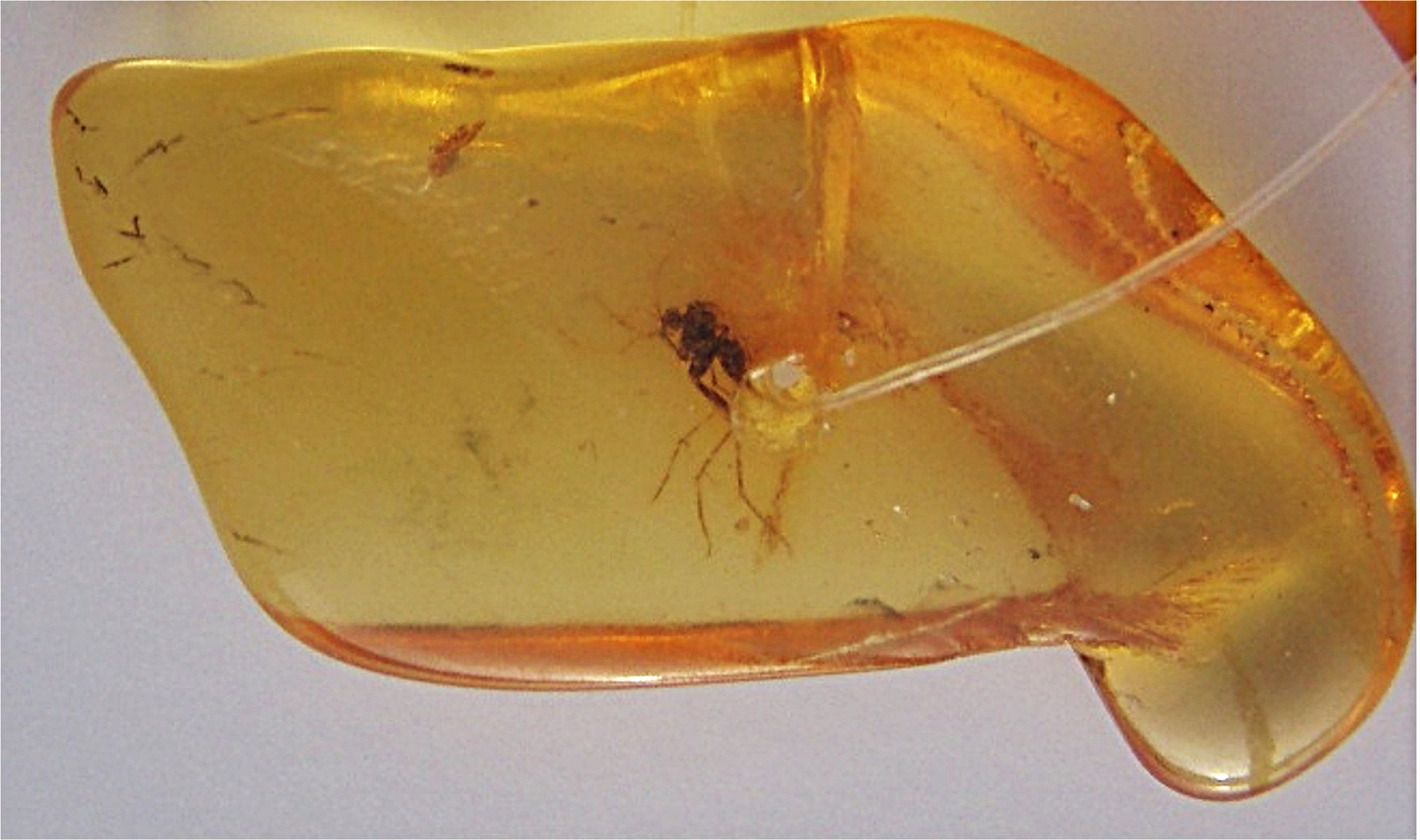
Insekt zatopiony w bursztynie z Bałtyku.

Po przybyciu bohaterów do parku okazuje się, że jego główną atrakcją są sklonowane dinozaury, które zostały odtworzone z uszkodzonego DNA ich prehistorycznych przodków (pobranego z krwi, którą wyssały ówczesne owady, zanim zostały uwięzione w bursztynie), wklejonego następnie do łańcucha dzisiejszych gadów, ptaków i płazów w taki sposób, aby uzupełnić jego braki. Hammond z dumą pokazuje swym gościom zaawansowaną technologię inżynierii genetycznej, jaką dysponuje InGen, a także w pełni zautomatyzowany system zwiedzania wyspy.
W celu pohamowania złośliwych komentarzy Malcolma, Hammond dołącza do zwiedzających park dwójkę swoich wnuków, Tima i Alexis Murphy, którzy spędzają wakacje wraz ze swym dziadkiem na czas trwania sprawy rozwodowej swoich rodziców. W czasie zwiedzania parku Grant znajduje skorupki jaj potwierdzające tezę Malcolma, że natura znajdzie drogę, aby wydostać się spod kontroli człowieka (wykresy populacji dinozaurów, wcześniej z dumą przedstawione gościom, okazują się nieprawdziwe, gdyż dinozaury wbrew woli ich twórców znajdują sposób, aby się rozmnażać).
Malcolm wskazuje przy tym słabe strony stosowanej przez InGen metody ograniczania populacji dinozaurów (system detektorów ruchu był zaprogramowany w taki sposób, by wykrywać ewentualne braki wśród populacji, a nie jej nadmiar), lecz pracownicy parku nie chcą przyjąć do wiadomości, że stworzenia go zamieszkujące od dłuższego czasu żyją poza kontrolą nałożoną na nie przez człowieka. Malcolm zwraca także uwagę na wzrost liczby prokompsognatów, która przypomina krzywą rozkładu Gaussa.
W czasie podróży głównych bohaterów po parku główny programista systemu sterowania Parkiem Jurajskim, Dennis Nedry, usiłuje wykraść dla konkurencyjnej firmy Biosyn zamrożone embriony dinozaurów. Aby tego dokonać, wyłącza system zabezpieczeń i usiłuje niezauważony przez kamery ochrony dostarczyć je na cumującą w doku pomocniczym barkę, która ma wywieźć je z wyspy. Jednak jego plan zawodzi – podczas burzy tropikalnej Nedry gubi się w parku i zakopuje swojego jeepa w błocie. Gdy próbuje wyciągnąć samochód za pomocą haka, zostaje zaatakowany i zabity przez dilofozaura.
Jak się później okazuje, Nedry wraz z kamerami ochrony wyłączył również ogrodzenia pod napięciem, oddzielające zwiedzających od dinozaurów. Dinozaury zaczynają swobodnie przemieszczać się po parku i polować na inne stworzenia. Przebywający w tym czasie w samochodach członkowie wycieczki zostają zaatakowani przez tyranozaura, który zabija m.in. managera InGen Eda Regisa, a także zmusza dr Granta do schronienia się wraz z dziećmi w pełnym dzikich zwierząt parku.
Podczas spotkania z tyranozaurem poważne rany odnosi Ian Malcolm, ale odnaleziony przez Gennaro i szefa ochrony parku Roberta Muldoona zostaje przewieziony do ambulatorium, skąd do końca powieści komentuje rozwój wypadków, a także próbuje pomóc innym osobom znajdującym się na terenie parku.
Tymczasem kierownictwo parku – główny inżynier i zarządca kompleksu John Arnold, genetyk Henry Wu, Muldoon i Hammond – usiłują odzyskać kontrolę nad sytuacją i przez krótką chwilę wydaje się, że im się to udało. Jednakże seria błędów i zaniechań, których się dopuścili, sprawia, że park popada w coraz większy chaos. Nadzwyczaj inteligentne welociraptory przedostają się w pobliże budynków administracyjnych kompleksu zabijając Wu i Arnolda. Ranny zostaje również Muldoon. Natomiast Grant wraz z dziećmi powoli przedziera się przez park w stronę kompleksu i przekazują informację, że kilka młodych raptorów wychowanych już „na wolności” przedostało się na pokład barki Anne B, która odpłynęła w czasie burzy z wyspy. Timowi i Gennaro udaje się połączyć ze statkiem i przekazać jego załodze informację o raptorach, które wkrótce zostają znalezione na pokładzie i zabite.
Gennaro próbuje doprowadzić do zniszczenia wyspy, jednak sprzeciwia się temu Grant, który uważa, że nawet jeśli nie odzyskają oni kontroli nad parkiem, ich obowiązkiem jest poznać przyczynę tragicznych wydarzeń, których są uczestnikami, oraz ile dinozaurów wydostało się z wyspy. W końcu Grant, Sattler, Muldoon i Gennaro postanawiają wyruszyć w głąb wyspy, by znaleźć legowisko raptorów i porównać wyklute jaja z planowaną populacją wyspy. Lekka poprawa w sytuacji sprawia, że Hammond wychodzi na spacer, jednak przypadkowo wpada do dołu i zostaje zabity przez prokompsognaty.
W końcu wyspa zostaje zniszczona przez fikcyjne Kostarykańskie Siły Powietrzne. Pozostali przy życiu bohaterowie dowiadują się, że Malcolm zmarł z powodu odniesionych ran (choć pojawia się on w drugiej części powieści pt. Zaginiony świat). Zostają następnie zatrzymani na czas nieokreślony przez rządy Stanów Zjednoczonych i Kostaryki. Od jednego z lekarzy wojskowych dowiadują się również, że pojawiają się raporty mówiące o grupie nieznanych zwierząt, które atakują żywy inwentarz w kontynentalnej części Kostaryki.

## Rodzaje dinozaurów w Parku Jurajskim
Dinozaury i inne wymarłe gatunki występujące w powieści:
- Apatozaur (w niektórych edycjach kamarazaur)
- Cearadaktyl (w niektórych edycjach pterozaur)
- Dilofozaur
- Euoplocefal
- Hadrozaur
- Hipsylofodon
- Majazaura
- Mikroceratus
- Otnielia
- Prokompsognat
- Stegozaur
- Styrakozaur
- Triceratops
- Tyranozaur
- Welociraptor

## Aspekty biologiczne
Po ukazaniu się powieści wielu naukowców wskazywało, że wizja Crichtona jest niemożliwa do urzeczywistnienia. W szczególności podawali w wątpliwość wykorzystywanie pozostałości DNA dinozaurów pobranego ze skamieniałych insektów uwięzionych w zastygłej żywicy. Fakt, że fabuła obu powieści Crichtona oparta jest właśnie na takiej metodzie, wywołał szeroką dyskusję na temat tego, czy jest ona możliwa do wykonania.
W wyniku debaty przedstawiono argumenty wyjaśniające, dlaczego ten sposób klonowania dinozaurów jest niewykonalny:
1. niezmiernie trudno jest poprawnie złożyć w całość fragmenty DNA dinozaurów bez posiadania kompletnego łańcucha dla porównania.
2. wszelkie przerwy w łańcuchu DNA muszą być zapełnione prawdziwym DNA dinozaurów, ponieważ użycie DNA płazów (jak sugeruje powieść) może sprawić, że stworzenie powstałe na jego podstawie będzie się znacząco różniło od pierwowzoru.
3. aby sklonować kompletny łańcuch DNA, potrzebny jest oocyt z takiego samego organizmu. Bez żyjących współcześnie dinozaurów jest to niemożliwe.
4. zarodek dinozaura nie byłby w stanie rozwinąć się poprawnie bez jaja pochodzącego od jego macierzystego gatunku.

Co więcej wątpliwe, aby DNA pochodzące od prehistorycznego dinozaura, a uwięzione w ciele insekta nie zmieszało się z jego własnym kodem, co również czyni sklonowanie dinozaura problematycznym, a wręcz niewykonalnym.

## Różnice w adaptacji filmowej
W roku 1990 Universal Studios zapłaciło Michaelowi Crichtonowi 2 miliony dolarów za prawa do powieści (jeszcze zanim się ukazała). W 1993 r. na ekrany kin weszła wyreżyserowana przez Stevena Spielberga jej filmowa adaptacja. Pomimo że scenariusz napisany został wspólnie przez Davida Koeppa i Michaela Crichtona, wiele wątków z powieści zmieniono lub całkowicie pominięto.
Crichton napisał także drugą część powieści pt. Zaginiony świat, która również została zekranizowana. W 2001 r. przy współudziale Michaela Crichtona nakręcono kolejny film Park Jurajski III.
Ważniejsze różnice w adaptacji filmowej:
- W filmie nie ma ani słowa o zniszczeniu wyspy.

- Książka zawiera kilka scen, w których pojawiają się prokompsognaty. Wszystkie one zostały usunięte z adaptacji filmowej, podobnie jak wszelkie wzmianki o tym rodzaju. Skutkowało to znaczącymi różnicami w fabule, jednak pominięte sceny zostały później wykorzystane w drugiej części filmu (w powieści Hammond zostaje zabity przez grupę tych dinozaurów, podczas gdy w filmie ich ofiarą staje się szwedzki myśliwy – Dieter Stark).

- Pierwszy rozdział powieści przedstawia amerykańską dziewczynkę spędzającą wraz z rodziną wakacje u wybrzeży Ameryki Środkowej, która zostaje zaatakowana przez kilka prokompsognatów. Film natomiast rozpoczyna się od sceny wypadku podczas przeładunku klatek z dziwnymi stworzeniami, która oryginalnie w powieści przedstawiana jest w prologu przez leżącego w szpitalnym łóżku pacjenta. Ze względu na usunięcie ze scenariusza prokompsognatów, jak również całego wątku dotyczącego ucieczki dinozaurów z Isla Nublar, jeden z głównych fragmentów powieści, w którym bohaterowie odnajdują legowisko raptorów, a także scena zabicia tych dinozaurów na barce zostały pominięte. Scena ataku na dziewczynkę pojawia się za to w drugiej części filmu, gdzie ukazano napaść dinozaurów na angielską rodzinę przybyłą na wyspę Isla Sorna.

- Postacie Tima i Lex zostały w filmie odwrócone. W powieści to Tim jest starszy i dobrze zaznajomiony z obsługą komputerów, a Lex jest młodą narwaną dziewczynką. Stosunki między Timem, Lex i ich ojcem nie są wspomniane w filmie, podczas gdy w książce Lex jest bardzo związana z ojcem, który uważa, że Tim jest zbyt dziecinny i powinien dorosnąć.

- Podobnie jak cały wątek związany z prokompsognatami, pominięto epizod, w której bohaterowie wchodzą do ptaszarni pterodaktyli (pojawia się on w Parku Jurajskim 3).

- W powieści bohaterowie zwiedzający park poruszają się samochodami Toyota Land Cruiser, natomiast w filmie jest to Ford Explorer.

- W filmie Malcolm zostaje zaatakowany przez T-Rexa, ale przeżywa i wraz z innymi bohaterami wydostaje się z wyspy.

- Postać Gennara w filmie jest połączeniem książkowych postaci Gennara i Regisa. W filmie to właśnie on przebywa w samochodzie z Lex i Timem podczas ataku tyranozaura i zostawia samych sobie, po czym zostaje zabity przez tyranozaura.
- John Hammond w książce przedstawiony jest jako wyrachowany, cyniczny i egocentryczny człowiek, nastawiony wyłącznie na zysk, zapatrzony w siebie i swoje ambicje, gardzący innymi, ich opiniami oraz uwagami. W adaptacji filmowej natomiast postać Hammonda ukazana została w nieco cieplejszych barwach oraz niejako usprawiedliwiona przez domniemane wyższe pobudki, które popchnęły miliardera do tak szalonego czynu, jakim była budowa Parku.

- W filmie nie umiera Hammond.
- W przeciwieństwie do adaptacji filmowej, w książce Hammond nie jest związany emocjonalnie z Timem i Lex. Swoje wnuki uważa raczej za hałaśliwe i rozpuszczone przez rodziców dzieciaki, którymi niechętnie musi się zająć. Nie jest zbyt zainteresowany ich losem, nawet po pierwszym tragicznym wypadku podczas zwiedzania parku, a samo zaproszenie i pobyt dzieci na wyspie, traktuje jako element gry wizerunkowej parku.

- W filmie znacznie zmarginalizowano role Henry’ego Wu i dr Hardinga którzy są w nim jedynie bohaterami epizodycznymi.

- W filmie Muldoon ginie podczas walki z welociraptorem.

- W filmie zamiast apatozaura pojawia się brachiozaur.

- W filmie zostaje znaleziony chory Triceratops (w książce był to Stegozaur), a wątek znalezienia przyczyny owrzodzenia zostaje pominięty.
- W powieści bohaterowie odnajdują zmasakrowane zwłoki Nedry’ego, sceny tej nie ma w filmie.
- W filmie dr Grant przejawia negatywny stosunek do dzieci - w książce taka rzecz nie ma miejsca.